# 久留米市美術館
久留米市美術館（くるめしびじゅつかん）は、2016年（平成28年）11月19日に開館した久留米市の市立美術館。
旧称は石橋美術館（いしばしびじゅつかん）。

## 概要
ブリヂストンの創業者石橋正二郎が自身の出身地である久留米市に寄贈した美術館が前身。1956年の開館。設計は菊竹清訓が担当した。
2016年9月末までは石橋美術館の名前で運営され、10月1日より運営が久留米市に引き継がれ、改装および収蔵作品の入れ替えを経て、11月に久留米市美術館として再開館した。久留米市立の美術館として、地元に関わりのある展示会や、様々な作品を収集していく予定。

## 歴史
1956年（昭和31年）4月26日、石橋正二郎がブリヂストンタイヤ株式会社（現・株式会社ブリヂストン）創業25周年を記念して、社会公共の福祉と文化向上のために、出身地である久留米市に建設・寄贈した石橋文化センターの中心施設として開館した。収蔵品は、ブリヂストン創業者の石橋正二郎の収集した美術コレクション、いわゆる「石橋コレクション」を基にしていた。同じ財団が運営するブリヂストン美術館と役割を分担して、日本近代洋画、並びに日本と中国の書画・陶磁器等の古美術品を収蔵展示する形となっていた。特に、久留米出身である青木繁、坂本繁二郎、古賀春江については随一のコレクションを誇っていた。
石橋財団が2012年に公益財団法人となったのを契機に運営方針を見直して、東京に新しく施設を建設して財団保有の収蔵品を1箇所で一元的に保存管理することとし、石橋美術館の運営から撤退を決定、財団所有の美術品は全て東京都町田市の石橋財団アートリサーチセンター（ARC）で保存管理されることになった。2016年（平成28年）8月28日に閉館し、石橋財団は2016年（平成28年）9月をもって石橋美術館の運営を久留米市に返還。
美術館の運営は2016年（平成28年）10月から公益財団法人久留米文化振興会に移行され、同年11月19日に久留米市美術館が開館した。久留米ゆかりの作品など約200点は石橋財団から久留米市に寄託という形で2年間の契約で地元に残された。なお、石橋財団からは展覧会の開催にあたって、助成の形で引き続き支援を受けている。

## 沿革
- 1956年（昭和31年） - 石橋文化センターの中心施設として、石橋正二郎が久留米市に建物を寄贈して開館。
- 1977年（昭和52年） - 外壁の老朽化が目立ち、展示壁面も手狭になったため、石橋家の寄付金5億円を基に改装。管理運営を久留米文化振興会から石橋財団に移管。
- 1978年（昭和53年） - 改装が完了し、1月6日に再開館。
- 1996年（平成8年）10月 - 東洋の書画、陶磁器を収蔵する別館が石橋幹一郎の寄贈により開設された。
- 2014年（平成26年） - 6月、石橋財団は、2016年9月をもって石橋美術館に関わる全ての運営管理の受託を解消。これにより、石橋財団が所有している美術品960点は、同財団が運営する東京の石橋財団アートリサーチセンターで一元管理されることになった[6][4][7]。
- 2016年（平成28年）8月28日 - 閉館。
- 2016年（平成28年）10月1日 - 美術館の運営が久留米市に移行[5]。
- 2016年（平成28年）11月19日 -  久留米市美術館が開館。

## 交通アクセス
- 西鉄天神大牟田線 西鉄久留米駅から徒歩20分（1.6km）
- JR久留米駅もしくは西鉄久留米駅から西鉄バス久留米に乗車し文化センター前バス停下車
- 九州自動車道久留米インターチェンジから3km。